# Stab des Stellvertreters des Führers
Der Stab des Stellvertreters des Führers (Stab des StdF), oft als Stab Heß bezeichnet, 1941 in Partei-Kanzlei umbenannt, war als zentrales Führungsorgan der NSDAP an allen wesentlichen innenpolitischen Entscheidungen im Partei- und im Staatsapparat beteiligt. Die Dienststelle mit Sitz in München unterstand Rudolf Heß, bis sie nach dessen Flug nach Großbritannien am 12. Mai 1941 Adolf Hitler persönlich unterstellt und mit neuer Bezeichnung als Partei-Kanzlei vom Reichsminister und langjährigem Stabsleiter Martin Bormann weitergeführt wurde.
Außerdem gab es eine 1934 als „Privatkanzlei Adolf Hitlers“ geschaffene Kanzlei des Führers der NSDAP, welche von Philipp Bouhler geleitet wurde und in der auch Martin Bormanns Bruder, Albert Bormann, tätig war. Sie beschränkte sich bei Parteiangelegenheiten auf Gnadengesuche und Petitionen. Die Kanzlei des Führers der NSDAP steuerte später auch die sogenannte „Aktion T4“.
Als Schnittstelle zwischen Hitler und den Reichsverwaltungsbehörden war die von Hans Heinrich Lammers geleitete Reichskanzlei für die Organisierung der Regierungsgeschäfte zuständig. Ihr gegenüber vertrat die Dienststelle von Heß und Martin Bormann die Interessen der NSDAP.

## Anfangszeit
In seiner Eigenschaft als Führer der NSDAP ernannte Adolf Hitler am 21. April 1933 Rudolf Heß zum Stellvertreter und erteilte ihm die Vollmacht, „in allen Fragen der Parteileitung“ in seinem Namen zu entscheiden. Der Rangerhöhung zum „Stellvertreter des Führers“ (StdF) in Parteiangelegenheiten folgte im Juni die Berechtigung zur Teilnahme an Kabinettssitzungen und im Dezember 1933 die förmliche Aufnahme in die Reichsregierung als Reichsminister ohne Geschäftsbereich.
Dennoch gab es wiederholt Auseinandersetzungen sowohl um die Einflussnahme auf den Staatsapparat, als auch um den innerparteilichen Führungsanspruch gegenüber Gau- und Reichsleitern. Heß setzte im Juli 1933 als seinen „Stabsführer“ Reichsleiter Martin Bormann ein, der sich im Kompetenz-Gerangel mit anderen Stellen als besonders durchsetzungsfähig erwies.
Der Reichsorganisationsleiter Robert Ley beharrte zunächst auf seinem bislang grob umrissenen Aufgabenbereich, der jedoch im November 1934 auf Geheiß Hitlers beschränkt wurde auf „Aufbau, Ausbau und Überwachung der inneren Organisation, Schulung und Personal-Statistik der Parteiorganisation“. Mit einer Verpflichtung zu regelmäßiger umfangreicher Berichterstattung wurden die Gauleiter eingebunden. Im staatlichen Sektor bemühte sich der „Stab des Stellvertreters des Führers“ um frühzeitige Beteiligung am Gesetzgebungsverfahren. Im Juli 1934 wurde zugestanden, dass ihm Gesetzentwürfe und Rechtsverordnungen zum gleichen Zeitpunkt wie den Reichsministerien bekannt gemacht wurden; im April 1935 wurden alle Ausführungsbestimmungen und Durchführungsvorschriften in diese Regelung einbezogen. Auf Ernennungsverfahren von Beamten nahm der „Stab des StdF“ zunächst durch Gutachten zur „politischen Zuverlässigkeit“ Einfluss; eine Mitwirkung bei der Ernennung sämtlicher höherer Beamte wurde schließlich 1935 festgeschrieben.
Gesetzlich verankert wurde die Einschaltung des „Stabes des Stellvertreters des Führers“ beispielsweise bei bestimmten „Heimtückeverfahren“ oder bei Ehegenehmigungen für jüdische Mischlinge. Gemeinsam mit dem Innenministerium entschied die Dienststelle über Gesuche, mit denen – abweichend von den Vorschriften der „Ersten Verordnung zum Reichsbürgergesetz“ – eine günstigere Einstufung als Geltungsjude oder „jüdischer Mischling“ erbeten wurde. „Verdiente Weggefährten“ mit jüdischem Hintergrund wendeten sich auch direkt an die Partei-Kanzlei und Hitler, um ohne förmliches Verfahren eine Statusverbesserung zu erreichen.

## Ausbau des Stabes
In den Anfangsjahren gingen die Bestrebungen vorrangig darum, den Verantwortungsbereich abzustecken und womöglich auszuweiten. Der bis dahin unstrukturierte Stab gruppierte sich im Laufe des Jahres 1935 in Referate und wurde in Abteilungen organisiert. Die Abteilung II „Parteiangelegenheiten“ wurde von Helmuth Friedrichs geleitet, die Abteilung III „Staatliche Angelegenheiten“ von Walther Sommer und ab 1941 von Gerhard Klopfer. Der Führer-Stellvertreter Rudolf Heß hielt sich weitgehend vom bürokratischen Alltagsgeschäft fern und überließ das Feld seinem Stabsleiter Martin Bormann.
Das freigewordene Gebäude der Apostolischen Nuntiatur in München wurde 1934 zum Dienstsitz. Bis 1938 wuchs der „Stab des Stdf“ in München an auf 468 Mitarbeiter, die weitere Räumlichkeiten in der Arcisstraße, am Karolinenplatz 1 und im Braunen Haus belegten. Anfang 1944 waren 871 Mitarbeiter verzeichnet, von denen jedoch 252 zur Wehrmacht eingezogen oder zu anderen Dienststellen abgeordnet waren. Zudem gab es seit 1933 im Gebäude des ehemaligen Preußischen Staatsministeriums in Berlin eine Außenstelle mit fünf Personen, die als so genannter „Verbindungsstab der NSDAP“ engen Kontakt zu den Behörden der Reichsministerien halten sollte.

## 1941: Partei-Kanzlei
Nach Heß’ Entlassung infolge der „Aktion gegen Geheimlehren und sogenannte Geheimwissenschaften“ unterstand die Dienststelle von nun an Hitler selbst. Die „Partei-Kanzlei“ – so die neue Bezeichnung – leitete weiterhin Martin Bormann, der die Befugnisse eines Reichsministers erhielt und der Reichsregierung und dem Ministerrat für die Reichsverteidigung angehörte. Eine Durchführungsverordnung bestätigte im Januar 1942 seine Mitwirkungskompetenz bei der Gesetzgebung und das Monopol, alleiniger Ansprechpartner in grundsätzlichen und politischen Fragen zu sein.
Bormann hatte es bereits früh verstanden, sich durch persönliche Dienstleistungen für Hitler nützlich zu machen. Seit 1933 hatte er Mittel der Adolf-Hitler-Spende der deutschen Wirtschaft und andere Finanzquellen des Diktators verwaltet, die Bauvorhaben am Obersalzberg überwacht und Hitlers Nähe gesucht. In zahlreichen Fällen erhielt er Aufträge von Hitler oder nahm geäußerte Wünsche zum Anlass, diese als „Führeranordnungen“ an die staatliche Bürokratie weiterzuleiten und umsetzen zu lassen. Dadurch verlor die eigentlich zuständige Reichskanzlei ihre überragende Bedeutung. Durch seine Vertrauensstellung konnte Bormann weitgehend den Personenkreis bestimmen, der unmittelbaren Zugang zu Hitler erhielt. Mit der Ernennung zum „Sekretär des Führers“ erreichte Bormann am 12. April 1943 den Gipfel seiner Karriere.

### Verhältnis zur Kanzlei des Führers
Die „Kanzlei des Führers der NSDAP“ unter Philipp Bouhler war ursprünglich auf die Bearbeitung derjenigen Angelegenheiten zugeschnitten, die sich Hitler „persönlich zur Entscheidung vorbehalten“ hatte. Bei Parteiangelegenheiten beschränkte sich dies auf Gnadenerlasse und Petitionen. Hinzu kamen Sonderaufgaben, die unter dem verschleiernden Begriff „Euthanasie“ liefen. Nunmehr war die „Partei-Kanzlei“ ebenfalls unmittelbar Hitler unterstellt, der den Leiter mit zahlreichen Sonderaufträgen betraute. Bouhler verfasste im Mai 1943 ein Schreiben an Hitler, in dem er die Auflösung seiner Dienststelle anbot, da ihre Aufgaben weitgehend von der Reichskanzlei und der Partei-Kanzlei erledigt worden seien. Es wurde schließlich vereinbart, die „Kanzlei des Führers der NSDAP“ als Privatkanzlei Hitlers beizubehalten, bei grundsätzlichen und umstrittenen Fragen sei jedoch stets die Partei-Kanzlei einzuschalten.

## Wirkungsbereich

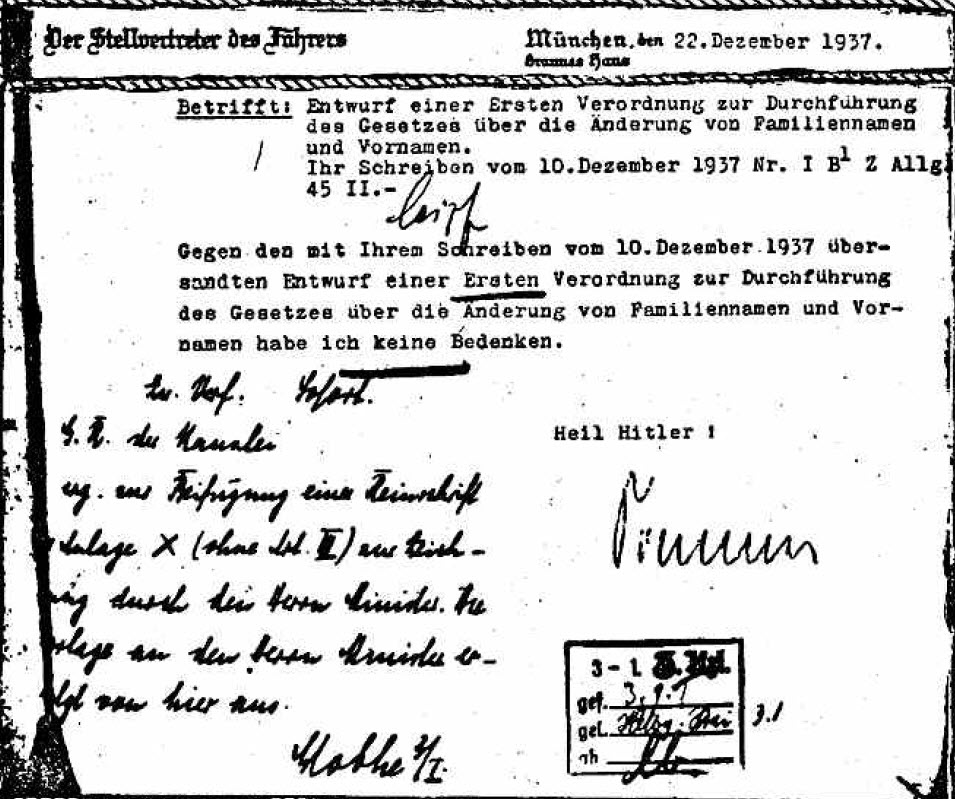
Schreiben an Hans Globke im Reichsministerium des Innern (1937)

Innerhalb der Partei installierte die Dienststelle ein umfangreiches Berichtswesen. Die Gauleiter mussten monatlich „Politische Lageberichte“ liefern, zu denen die Kreisleiter neben einer „ausführlichen, ungeschminkten Schilderung der allgemeinen Stimmung in der Bevölkerung“ Informationen über Parteiaktivitäten, Schulung, Propaganda, Wirtschaft und Probleme mit staatlicher Verwaltung zusammentragen sollten. Vom „Stab des StdF“ beziehungsweise der „Partei-Kanzlei“ ergingen Vorschriften für den Druck der „Führerreden“, den „Schutz nationalsozialistischer Symbole“ und die Gestaltung von Veranstaltungen. Die Dienststelle war stets beteiligt, wenn Spitzenpositionen neu zu besetzen waren, und bemühte sich vorausschauend um geeignete Bewerber. So wurden stellvertretende Gauleiter für einen Monat nach München abkommandiert und bei ihrer Arbeit begutachtet. Nach dem Anschluss Österreichs und des Sudetenlandes oblag der Parteikanzlei der Aufbau der NSDAP in diesen neu zum Reich gekommenen Gebieten. Als „Stillhaltekommissar“ wurde der Amtsleiter Albert Hoffmann als „Beauftragter des Stellvertreters des Führers“ eingesetzt. Hoffmann war auch mit der Einziehung von Vermögen, der Auflösung von Vereinen sowie der Gleichschaltung des Vereins- und Organisationswesens befasst.
Neben den beanspruchten und durchgesetzten Kompetenzen innerhalb der Partei sind zahlreiche Interventionen in die Verwaltungsarbeit des Staatsapparates nachzuweisen. Durchgehend schaltete sich die Dienststelle ein in zwei Politikbereichen, die man unter den Stichwörtern „Rassismus“ und „Kirchenkampf“ fassen kann.
Die nationalsozialistische rassistische Bevölkerungspolitik spiegelte sich wider in Maßnahmen wie zum Beispiel Ehestandsdarlehen, Auszeichnungen mit dem Mutterkreuz, Abtreibungsverbot, den Nürnberger Rassengesetzen, der Verordnung zur Ausschaltung der Juden aus dem deutschen Wirtschaftsleben oder deren Einweisung in „Judenhäuser“. Stets war die Partei-Kanzlei beteiligt, manchmal ging die Initiative von ihr aus wie bei der Namensänderungsverordnung. Bei der Wannseekonferenz unterstützte Gerhard Klopfer als Vertreter der Partei-Kanzlei den Vorschlag Reinhard Heydrichs zur Zwangsscheidung von „Mischehen“ und Zwangssterilisation von „Mischlingen“.
Auch in der „Polenpolitik“ nahm die Partei-Kanzlei Einfluss und befürwortete eine scharfe Trennung von Polen und Deutschen und ein rassistisches Sonderrecht. Bormann unternahm einen „beispiellosen Interventionsversuch der Partei im Justizbereich“, um die Einführung des deutschen Zivilrechts in den eingegliederten Ostgebieten zu verhindern. Bei den Entwürfen zur Polenstrafrechtsverordnung gelang es der Partei-Kanzlei, zahlreiche verschärfende Forderungen durchzusetzen.
Nach anfänglicher Zurückhaltung verstärkten sich ab 1935 die Versuche, den kirchlichen Einfluss zurückzudrängen, indem etwa die Konfessionsschulen bekämpft wurden. Es blieb ansonsten zunächst bei einer „Politik kleinlicher Nadelstiche und Schikanen“ gegenüber den Kirchen. Bormann griff 1937 die Äußerungen Hitlers auf, der die Prozesse gegen Geistliche und Auflösung der Ordensgemeinschaften befürwortete und die Einziehung von Kirchenvermögen und das Ende des kirchlichen Einflusses im Erziehungswesen als Ziele nannte. 1939 war die Gemeinschaftsschule überall durchgesetzt. Nach Kriegsbeginn kam es vor allem in der „Ostmark“ zu umfangreichen Beschlagnahmungen von Kirchenvermögen, die aber ab Sommer 1941 nicht weiter geführt werden durften, um eine Beunruhigung der Bevölkerung zu vermeiden.
Während des Zweiten Weltkrieges zog die Partei-Kanzlei kriegstypische Aufgaben an sich: Evakuierung der Grenzbevölkerung, Hilfeleistung nach Bombenangriffen, Einführung der Kinderlandverschickung, Sammlungen von Altmaterial, Mitwirkung bei der „Auskämmungsaktion“ zum totalen Kriegseinsatz und bei der Bildung des Volkssturmes.

## Häftlingseinsatz
Während des Krieges waren der Dienststelle einige Häftlinge für Küchen- und Botendienste zugewiesen worden. Zwischen August 1944 und April 1945 beherbergte das Gebäude der Partei-Kanzlei ein Außenlager des KZ Dachau. Häftlinge waren im Keller des Gebäudes an der Ecke Max-Josef-Straße und Karolinenplatz untergebracht und wurden bei Aufräum- und Sicherungsarbeiten eingesetzt.

## Liquidierung
Die Partei-Kanzlei wurde durch das Kontrollratsgesetz Nr. 2 zur „Auflösung und Liquidierung der Naziorganisationen“ vom 10. Oktober 1945 aufgelöst und das Vermögen beschlagnahmt.

## Übersicht: Organisation und personelle Besetzung
Das Institut für Zeitgeschichte hat unter Federführung von Peter Longerich den folgenden Geschäftsverteilungsplan der Dienststelle Stellvertreter des Führers/Partei-Kanzlei der NSDAP zusammengestellt. Es stützte sich dabei auf verschiedene Teil-Pläne und auf die Karrieredaten der wichtigsten Mitarbeiter.
Die Bezeichnungen aus römischen Ziffern und Großbuchstaben wurden seit etwa 1938 verwendet. Die Dienststelle gliederte sich in Abteilungen, Ämter (auch Gruppen genannt), Hauptstellen und Stellen, ab ca. 1940 wurden die Ämter als Hauptämter bezeichnet, die Hauptstellen wurden Ämter usw.
Die Geschäftsverteilung und die Zusammensetzung der Dienststelle lassen sich eindeutig nur für die Ebene der Abteilungen und Ämter bzw. Hauptämter rekonstruieren. Über die weitere Aufgliederung sind zwar einzelne Angaben vorhanden, jedoch ergibt sich kein auch nur annähernd vollständiges Gesamtbild.
- Stellvertreter des Führers (1933–41)
  - Rudolf Heß
  - Adjutantur
    - Alfred Leitgen (1933–41)
- Stabsleiter des StdF (1933–41), Leiter der Partei-Kanzlei (1941–45)
  - Martin Bormann

- Geschäftsführer
  - Fritz Wiedemann (1934)
  - Rudolf Mackensen (1935–38)[27]
- Persönlicher Referent
  - Kurt-Walter Hanssen (1937–43)
  - Hans Müller (–1945)
- Adjutantur
  - Paul Wegener (1935–36)
  - Fritz Darges (1936–39)
- Abteilung I: Interne Angelegenheiten der Dienststelle
  - Karl Winker (1933–43)
  - Alfons Zeller (1943–44)
  - Fritz Jensen (1945)
- Abteilung II: Parteiangelegenheiten
  - Helmuth Friedrichs
  - II A (Grundsätzliche organisatorische Angelegenheiten)
    - Wirtschafts-, finanz-, verkehrs- und agrarpolitische Fragen
    - Verbindung zu den Hauptämtern und Angeschlossenen Verbänden

  - nach 1938 ferner:
    - Sozialpolitik der DAF
    - Volkstumspolitik (ab ca. 1942 zu II E)
    - Allgemeine Beschwerden und Bittgesuche
    - Albert Hoffmann (1934–40)
    - Hermann Neuburg (1940–43)
    - Keitel (1943–45)

  - II B
    - Berichtswesen (ca. 1940–42 II H)
    - Propaganda (ca. 1940–42 II G)
    - Kultur (ca. 1940–42 II K)
    - Schulung
    - Verbindung zu den Gliederungen (ca. 1940–42 II J)
    - KdF
    - Karl Gerland (1934–49)
    - Fritz Schmidt (1940–42)
    - Walter Tießler (vertretungsweise 1940–42)
    - Kurt Helmmann (1942)
    - Wilhelm Ritterbusch (1942–43)
    - Adolf Maurer (–1945)

  - II C (II P)
    - Personalangelegenheiten der Partei
    - Gustav Adolf von Wulffen (1934–37)
    - Christian Opdenhoff (1937–40)
    - Friedrich Hesseldieck (1940–43)
    - Heinrich Walkenhorst (1944–45)

  - II D
    - Bearbeitung von Beschwerden (ca. 1940 zu II A)
    - Christian Opdenhoff

  - II E
    - Volkstumsangelegenheiten (aus II A)
    - Arbeitsbereiche der NSDAP
    - Außenpolitische Arbeit Partei (ca. 1942–45)

  - II W (anfangs auch II F)
    - Wehrmachtsfragen (1940 aus Wehrmachtsverbindungsstelle)
    - Kurt Sohlbank (1940–41)
    - Hermann Passe (1941–)
    - Wilhelm Zander (1945)

  - II F
    - Arbeitsstab für NS-Führungsfragen
    - Willi Ruder (1944–45)

  - II M
    - Mobilmachungsangelegenheiten der Partei (1937–42 als Abteilung M selbständig)
    - Kurt Knoblauch (1937–40)
    - Kurt Beier (1944–)

  - II S
    - Sonderfragen (1944–45)

  - II V
    - Volkssturm (1944–45)
    - Hans Bofinger

  - II N
    - Nachrichtenwesen (1945)
    - Karl Schmidt-Römer

  - Verbindungsbüro zum Propagandaministerium
    - Fritz Schmidt (–1940)
    - Walter Tießler (1940–44)
- Abteilung III Staatliche Angelegenheiten
  - Walther Sommer (1934–41)
  - Gerhard Klopfer (1941–45)
  - III A
    - Arbeitsbereich des Reichsinnenministeriums
      - Verwaltung
      - Volkstum
      - Volksgesundheit
      - Rassenfragen
      - Kommunalangelegenheiten
      - Polizeiangelegenheiten
      - Gerhard Klopfer (1935–41)
      - Edinger Ancker (1941–)

  - III B
    - Arbeitsbereich des Wirtschafts-, Verkehrs-, Arbeits- und Ernährungsministeriums
      - Organisation der gewerblichen Wirtschaft
      - Sozialpolitik
      - Ernährung
      - Gastwirtschaftsberater
      - Wirtschaftswissenschaften und -Publizistik
      - Hans Bärmann (1936–43)
      - Werner Fröhling (1943–45)

  - III C
    - Arbeitsbereich des Reichsjustizministeriums, gebildet aus ursprünglich selbständigen Referaten für Zivil- und Strafrecht (Johannes Müller sowie für Gesetzgebung Heim)
    - Heinrich Heim (–1939)
    - Herbert Klemm (1941–44)
    - Alfred Hopf (1944–45)

  - III D
    - Kirchenfragen
    - Erziehung
    - Schule
    - Hochschule
    - Ludwig Wemmer (ca. 1935–42)
    - Kurt Krüger (1942–)

  - III E
    - Öffentliche Finanzen (ab 1941)
    - Herbert Gündel

  - III P
    - Personalangelegenheiten des Staates
    - Karl Kernert

  - III S
    - Sonderaufträge (nach 1942)
    - Erwin Knöpfel

  - III V
    - Angelegenheiten der Sipo und des SD (nach 1942)
    - Justus Beyer

Verzeichnis der leitenden Mitarbeiter
- Edinger Ancker: Amt III A
- Hans Bärmann: Amt III B[28]
- Kurt Beier: Amt II M
- Justus Beyer: Amt III V
- Hans Bofinger: Amt II V
- Hans Brack: Amt III E[29]
- Fritz Darges: Adjutant
- Helmuth Friedrichs: Leiter Abteilung II
- Werner Fröhling: Amt III B
- Karl Gerland: Amt II B
- Herbert Gündel: Amt III E
- Kurt-Walter Hanssen: Persönlicher Referent
- Heinrich Heim: Amt III C
- Kurt Hellmann: Amt II B
- Hans von Helms: Amt III P
- Friedrich Hesseldieck: Amt II C
- Helmut von Hummel: Amt III B
- Eugen Hund: Amt II E?
- Albert Hoffmann: Amt II A
- Alfred Hopf: Amt III C
- Keitel: Amt II A
- Karl Kernert: Amt III P
- Herbert Klemm: AMt III C
- Gerhard Klopfer: Amt III A, Leiter Abt. III
- Kurt Knoblauch: Leiter Abteilung M
- Erwin Knöpfel: Amt III S
- Kurt Krüger Amt III D
- Alfred Leitgen: Adjutant
- Rudolf Mackensen: Geschäftsführer
- Adolf Mauer: Amt II B
- Hans Müller: Persönlicher Referent
- Johannes Müller: Referat Zivil- und Strafrecht
- Hermann Neuburg: Amt II A
- Christian Opdenhoff: Amt II C, Amt II D
- Hermann Passe: Amt II W
- Wilhelm Ritterbusch: Amt II B
- Willi Ruder: Amt II F
- Fritz Schmidt (Schmidt-Münster): Amt II B, Verbindung Prop. Ltg.
- Karl Schmidt (Schmidt-Römer): Amt II N
- Kurt Sohlbank: Amt II W
- Walther Sommer: Leiter Abt. III
- Walter Tießler: Amt II B, Verbindung PropLtg.
- Heinrich Walkenhorst: Amt II C
- Paul Wegener: Adjutant
- Ludwig Wemmer Amt III D
- Fritz Wiedemann Geschäftsführer
- Karl Winkler: Leiter Abt. I
- Hermann Witt: Amt II B
- Gustav Adolf von Wulffen: Amt II C
- Wilhelm Zander: Amt II W
- Alfons Zeller: Leiter Abt. I